# 葵涌公立學校
葵涌公立學校（英語：Kwai Chung Public School），原名荃灣葵涌學校，前身為昆才學校，為一所已停辦的鄉村小學，位於香港新界荃灣區青山公路－葵涌段570號:2。校舍由兩棟單層建築物組成，主樓呈「L」形，中間有兩個籃球場。校舍之正門及後門的鐵閘現以鐵鏈鎖上。

## 歷史
葵涌公立學校於1952年成立，前身為傅氏於圳邊村開設的私塾“昆才學校”，傅氏後來將校舍捐出，上、中、下葵涌村等村民遂籌集資金建成葵涌公立學校，校舍因而有一座「昆才紀念堂」，以紀念創校先賢。葵涌公立學校其中一位建校校董曾是廣州培英中學的校長，故學校將廣州培英中學校歌歌詞中的校名替換後，沿用廣州培英中學校歌為校歌。學校早年分為上、下午班，最高峰時有500至600個學生，至1990年代初時跌至只有200多個學生。
由於長年收生不足，此校於2004年被勒令停收小一，至2007年停辦:2。2009年，地政總署接管校舍，並預留重建為香港高校圖書聯網書庫大樓，惟計劃已不了了之。2015年，發生青少年擅自闖入校舍事件。校舍拆卸前，一直由地政總署管理:2，而校舍的牆壁佈滿塗鴉。及後，校舍已被拆卸，現正重建為居屋屋苑。

### 青少年擅自闖入校舍事件
2015年，有當區居民反映葵涌公立學校後門的鐵鏈不翼而飛，入口被打開，並曾發現有人擅闖，使其憂慮有人會匿藏在荒置校舍內從事不法行為。其時，時任立法會民政事務委員會委員鄧家彪批評當局沒有妥善管理空置校舍，使空置校舍潛在成為罪惡溫床的危機。

## 歷屆行政人員

### 校監
- 傅其敏 先生（兼任校長）[10]
- 曾華英 先生[6]
- 曾卓明 先生[11]

### 校長
- 傅其敏 先生（兼任校監）[10]
- 林國榮 先生[12]
- 吳國緯 先生[6]
- 陳漢強 先生[11]

## 校舍後續用途

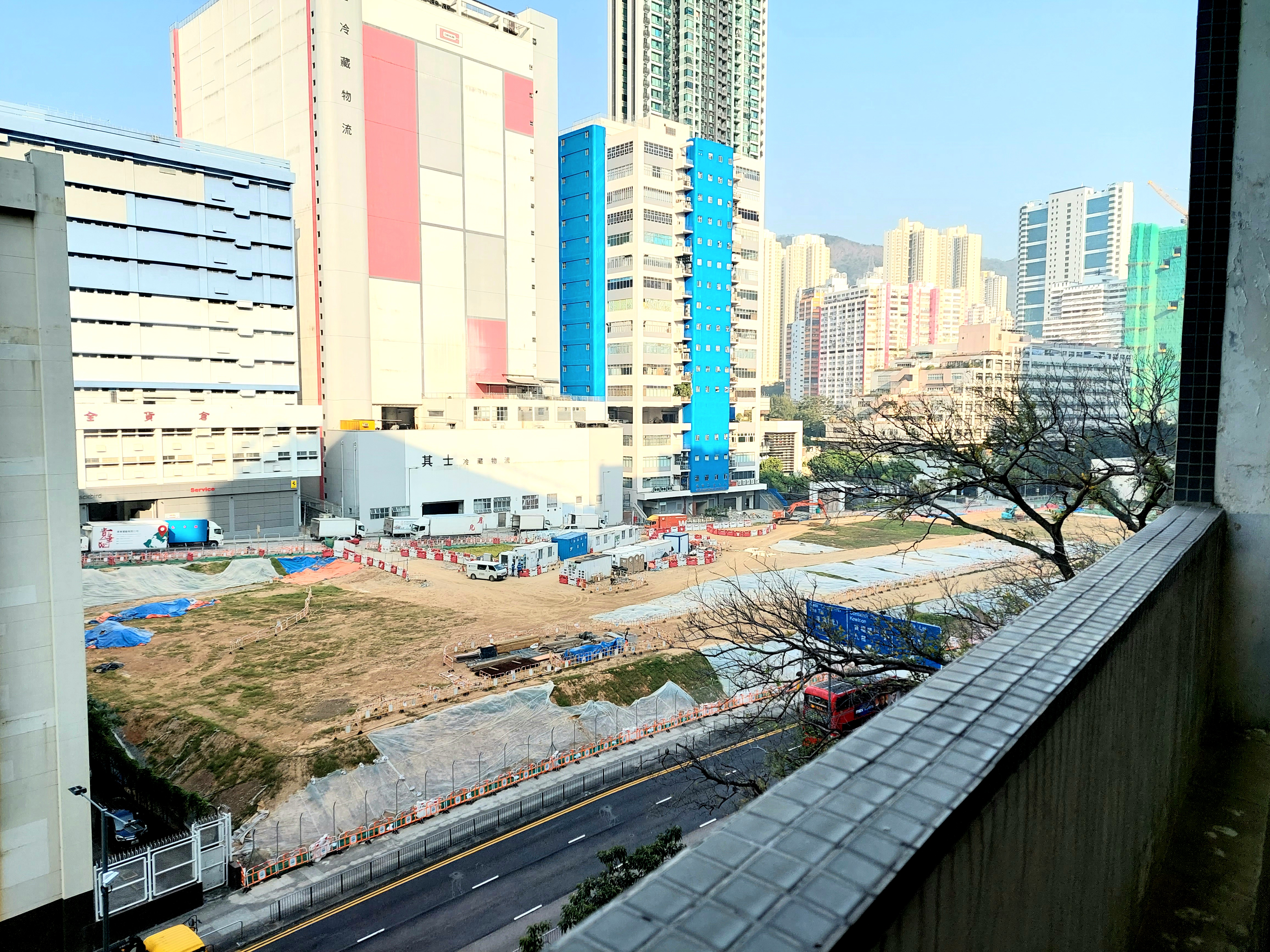
前葵涌公立學校居屋土地平整工程

2009年，地政總署接管葵涌公立學校的校舍，並預留該地段作教育用途；惟在香港公營房屋土地不足的情況下，香港社區組織協會在2016年稱《審計署署長第六十五號報告書》指出香港有不少空置校舍多年未被善用，而其中葵涌公立學校地段鄰近大窩口站，交通配套充足，佔地達0.8公頃，並認為香港政府不把葵涌公立學校地段改劃公屋或其他過渡性房屋用途，屬於未有充份使用土地的做法。而在2015至2016年度地政總署開支預算審核中，葵涌公立學校之校舍在當時的使用狀態為“現正考慮／已接獲申請作‘其他用途’（即非住宅用途）”:3。2020年10月，規劃署建議將前葵涌公立學校校址及毗鄰政府用地改劃為「住宅」用途，佔地約1.46公頃，擬建1700個公營房屋單位，可容納4760人。
其後葵涌公立學校的地皮改作興建居屋。屋苑設有3座，共1,786伙，將由房屋署總建築師與鍾華楠建築師事務所合作設計，於2025年5月動工，預計2029／30年度落成。